# 浦上慶子
浦上 慶子（うらかみ けいこ、1981年 - ）は、アニメーション音響監督。

## 来歴・人物
AUDIO PLANNING Uに所属している。
父はAUDIO PLANNING Uの代表を務めていた音響監督の浦上靖夫。兄に同じく音響監督の浦上靖之がいる。
もともとは子供好きで大学では児童教育を学んでいたが、父が病に倒れたことで会社の経理を手伝うようになった。その後、父が復帰しキャスティングを務めるようになり、音響監督の道へ進んだ。

## 主な参加作品
※特記のない限り、音響監督としての参加

### テレビアニメ
2006年
- 史上最強の弟子ケンイチ （制作デスク）

2009年
- ルパン三世VS名探偵コナン （音響制作デスク）
- ジャングル大帝～勇気が未来をかえる～ （音響監督助手）

2010年
- 名探偵コナン ※789話までは浦上靖夫と連名。790話からは浦上靖之と連名。

2014年
- それでも世界は美しい ※浦上靖之と連名
- 名探偵コナン 江戸川コナン失踪事件 〜史上最悪の2日間〜 ※浦上靖夫と連名

2016年
- パズドラクロス ※浦上靖之と連名
- 名探偵コナン エピソード“ONE” 小さくなった名探偵 ※浦上靖之と連名
- 名探偵コナン コナンと海老蔵 歌舞伎十八番ミステリー ※浦上靖之と連名

2018年
- バキ ※浦上靖之と連名
- パズドラ ※浦上靖之と連名

2019年
- ドラえもん ※田中章喜と連名。

2022年
- 名探偵コナン ゼロの日常 ※浦上靖之と連名
- 名探偵コナン 犯人の犯沢さん ※浦上靖之と連名

### OVA
2009年
- 名探偵コナン MAGIC FILE3 新一と蘭・麻雀牌と七夕の思い出 （音響制作デスク）

2010年
- 名探偵コナン MAGIC FILE4 大阪お好み焼きオデッセイ ※浦上靖夫と連名
- 名探偵コナン KID in TRAP ISLAND ※浦上靖夫と連名

2011年
- 名探偵コナン MAGIC FILE2011 新潟〜東京 おみやげ狂騒曲 ※浦上靖夫と連名
- 名探偵コナン ロンドンからの秘指令

2012年
- 名探偵コナン BONUS FILE ファンタジスタの花 ※浦上靖夫と連名
- 名探偵コナン えくすかりばあの奇跡

### 劇場アニメ
2006年
- それいけ!アンパンマン いのちの星のドーリィ （音響制作デスク）※新沼愛と連名

2007年
- 名探偵コナン 紺碧の棺 （音響制作デスク）
- クレヨンしんちゃん 嵐を呼ぶ 歌うケツだけ爆弾! （音響制作デスク）

2008年
- 名探偵コナン 戦慄の楽譜 （音響制作デスク）
- クレヨンしんちゃん ちょー嵐を呼ぶ 金矛の勇者 （音響制作デスク）
- それいけ!アンパンマン 妖精リンリンのひみつ （音響制作デスク）
- それいけ!アンパンマン ヒヤヒヤヒヤリコとばぶ・ばぶばいきんまん （音響制作デスク）

2009年
- 名探偵コナン 漆黒の追跡者 （音響制作デスク）※熊谷めぐみと連名
- それいけ!アンパンマン だだんだんとふたごの星 （音響制作デスク）※熊谷めぐみと連名
- それいけ!アンパンマン ばいきんまんvsバイキンマン!? （音響制作デスク）※熊谷めぐみと連名

2010年
- 名探偵コナン 天空の難破船 （音響監督助手）

2011年
- 名探偵コナン 沈黙の15分 （音響監督助手）

2012年
- 名探偵コナン 11人目のストライカー ※浦上靖夫と連名

2013年
- 名探偵コナン 絶海の探偵 ※浦上靖夫と連名
- ルパン三世VS名探偵コナン THE MOVIE （音響監督助手）

2014年
- 名探偵コナン 異次元の狙撃手 （音響監督助手）

2015年
- 名探偵コナン 業火の向日葵 ※浦上靖之と連名

2016年
- 名探偵コナン 純黒の悪夢 ※浦上靖之と連名

2017年
- 名探偵コナン から紅の恋歌 ※浦上靖之と連名

2018年
- 名探偵コナン ゼロの執行人（録音監督）※浦上靖之と連名

2019年
- 名探偵コナン 紺青の拳 ※浦上靖之と連名

2021年
- 名探偵コナン 緋色の弾丸 ※浦上靖之と連名

2022年
- 名探偵コナン ハロウィンの花嫁 ※浦上靖之と連名

2023年
- 名探偵コナン 黒鉄の魚影 ※浦上靖之と連名

2024年
- 名探偵コナン 100万ドルの五稜星 ※浦上靖之と連名

2025年
- 名探偵コナン 隻眼の残像 ※浦上靖之と連名

### Webアニメ
- キメゾーの「決まり文句じゃキマらねぇ。」第1シリーズ （2011年、音響ディレクター）
- キメゾーの決まり文句じゃキマらねぇ。Featuring サブ男 （2011年、録音ディレクター）
- 名探偵コナン vs Wooo（2011年）
- 西武鉄道駅員タコちゃん （2012年、録音監督）